# Makhaleng
La Makhaleng est une rivière de l'ouest du Lesotho. Elle prend sa source dans les monts Maluti. Son cours est globalement orienté vers le sud-ouest. Elle rejoint le fleuve Orange à la frontière avec l'État Libre, province d'Afrique du Sud.

## Cours
Elle prend sa source à un peu plus de 2 000 m d'altitude, au nord-ouest du mont Machache (2 886 m), dans la chaîne des monts Maluti. Son cours est orienté vers le sud-ouest ; elle traverse ainsi les hauts plateaux du Lesotho près des villes et villages de Molimo-Nthuse, Makhaleng, Ramabanta et Qaba, avant de se jeter dans le fleuve Orange, à la frontière avec l'État Libre en Afrique du Sud.
Sa vallée est une voie d'approche pour plusieurs cols de montagne, notamment celui de God Help me et de  Gates of Paradise Pass (littéralement « col des portes du paradis »). Les chutes de Qiloane sont une attraction touristique située dans la haute vallée. Elles font 30 m de haut, mais sont connues car, en largeur, le flux d'eau forme un « voile de mariée ».
Au Lesotho, elle ne traverse pas de plaines inondables. Son cours est rapide et le niveau d'eau monte rapidement après les fortes pluies sur les montagnes et à l'occasion du dégel printanier. Son bassin drainant est d'environ 300 000 hectares et son débit moyen de 15 m3 par seconde à la confluence. Il n'y a pas de grands réservoirs sur la rivière, mais quelques petits et moyens construits pour la préservation des sols et le pompage de l'eau. Ces derniers sont susceptibles de s'envaser et quelques-uns ont disparu.

## Affluents
La Makhaleng possède trois principaux affluents : le Makhalaneng, la Qhoqhoane et le Khibiting. Tous sont situés sur sa rive droite et ils drainent l'eau des monts Maluti.